# Glossophaga longirostris
Glossophaga longirostris is een vleermuis uit het geslacht Glossophaga die voorkomt in Colombia, Venezuela en aangrenzende delen van Guyana en Brazilië en op de nabijgelegen eilanden Aruba, Curaçao, Bonaire, Isla Margarita, Trinidad, Tobago, Grenada en Saint Vincent. De soort is ook gerapporteerd op Dominica en in Ecuador, maar dat was incorrect. De nauwste verwant is G. leachii, een Midden-Amerikaanse soort.
G. longirostris is de grootste soort van het geslacht. Van andere Glossophaga kan hij worden onderscheiden door kenmerken van de schedel en de tanden. De vacht is bruin. De totale lengte bedraagt voor mannetjes 52 tot 75 mm, de staartlengte 4 tot 12 mm, de achtervoetlengte 9 tot 15 mm, de oorlengte 11 tot 18 mm en het gewicht 10,3 tot 16,0 g. Voor vrouwtjes is de totale lengte 58 tot 80 mm, de staartlengte 4 tot 18 mm, de achtervoetlengte 8,5 tot 14 mm, de oorlengte 11 tot 20 mm en het gewicht 9,8 tot 14,3 g. De zeven ondersoorten verschillen in grootte en verhoudingen. Het karyotype bedraagt 2n=32, FN=60.
Drachtige vrouwtjes worden gevonden van december tot april en van juni tot oktober. De soort eet fruit, stuifmeel en nectar. Af en toe eet hij ook insecten. Er is een groot aantal parasieten bekend op G. longirostris.
Deze soort heeft de volgende ondersoorten:
- Glossophaga longirostris campestris Webster & Handley, 1986 (Guyana, Brazilië, Midden-Venezuela en Oost-Colombia)
- Glossophaga longirostris elongata Miller, 1900 (Aruba, Curaçao en Bonaire)
- Glossophaga longirostris longirostris Miller, 1898 (Noordoost-Colombia en Noordwest-Venezuela)
- Glossophaga longirostris major Goodwin, 1958 (Tobago, Grenada en Saint Vincent)
- Glossophaga longirostris maricelae Soriano, Fariñas & Naranjo, 2000 (Andes van Venezuela)
- Glossophaga longirostris reclusa Webster & Handley, 1986 (Noord-Venezuela en Oost-Colombia)
- Glossophaga longirostris rostrata Miller, 1913 (Midden-Colombia)